# تطور العظيمات السمعية لدى الثدييات
كان تطور العظيمات السمعية عند الثدييات حدثاً تطورياً تشاركت فيه العظام الموجودة في فك الزواحف لتشكل جزءاً من جهاز السمع في الثدييات. وثّق هذا الحدث جيداً وهو مهم كدليل على الأحفوريات الانتقالية والتكيف المسبق، وإعادة تصميم الهياكل الموجودة أثناء التطور.
تتصل طبلة الأذن عند الزواحف بالأذن الداخلية بواسطة عظم واحد، وهو العُمَيد. بينما يحتوي الفكين العلوي والسفلي على عظام متعددة غير موجودة عند الثدييات. وعلى مدار تطور الثدييات، خسر عظم واحد من الفك السفلي وعظم من الفك العلوي (العظمان المفصلي والرباعي) أهميتهما في مفصل الفك، ثم أعيد استخدامهما في الأذن الوسطى هذه المرة، وأصبحا متصلين بالعظم الركابي وشكلوا جميعاً سلسلة من ثلاثة عظام، والتي تدعى العظيمات، والتي تنقل الأصوات بكفاءة أكبر وتمنح الحيوان سمعاً حاداً. في الثدييات، تُعرف هذه العظام الثلاثة باسم المطرقة والسندان والركاب. تختلف الثدييات والطيور أيضاً عن الفقاريات الأخرى بطريقة تطوير القوقعة.
كان الدليل على تنادد المطرقة والسندان في العظم المفصلي والمربعي لدى الزواحف موجوداً في المرحلة الجنينية، أكد هذا الاكتشاف، بالإضافة إلى مجموعة من الأحفوريات الانتقالية، الاستنتاج السابق ومنحنا تاريخاً مفصلاً عن الانتقال. كما كان تطور الركاب (من القوس اللامية الفكية) حدثاً مبكراً ومميزاً.

## الثدييات الأولى
كانت أقدم الثدييات حيوانات صغيرة عموماً، وربما كانت حيوانات ليلية آكلة للحشرات. ويشير ذلك إلى وجود آلية تطورية قيّمة تقود التغيير. فمع وجود هذه العظام الصغيرة في الأذن الوسطى، استطاعت الثدييات توسيع نطاق سمعها لتميز أصواتاً مرتفعة النغم من شأنها تحسين قدرة الثدييات على اكتشاف الحشرات في الظلام. سيكون الانتقاء الطبيعي مسؤولاً عن نجاح هذه الميزة.
وفقاً لعلم الوراثة، هناك آلية معينة لهذا الانتقال، حيث يدرس علم الأحياء النمائي التطوري هذا التغير الكبير في عمل الأعضاء، والذي شوهد في أماكن أخرى من العالم.

## التاريخ التطوري

### تعريف “الثدييات”
نستطيع التعرف على أنواع الثدييات الحية من خلال وجود الغدد الثديية التي تنتج الحليب في الإناث. هناك ميزات أخرى مطلوبة عند تصنيف الأحفوريات، فالغدد الثديية وغيرها من الأنسجة الرخوة غير مرئية في الأحفوريات، لذلك يستخدم العلماء ميزة فريدة تتقاسمها جميع الثدييات الحية (بما في ذلك الكظاميات)، لكنها غير موجودة في أي من الثيرابسيدات في العصر الترياسي المبكر (أي “الزواحف الشبيهة بالثدييات”)
تستخدم الثدييات عظمتين للسمع، وهما العظمتان اللتان تستخدمها جميع السلويات الأخرى من أجل تناول الطعام. كان للسلويات الأولى مفصل فكي مؤلف من العظم المفصلي (عظم صغير في الجزء الخلفي من الفك السفلي) والعظم المربعي (عظم صغير في الجزء الخلفي من الفك العلوي). تستخدم جميع السلويات غير الثديية هذا النظام بما في ذلك السحالي والتماسيح والديناصورات (وذريتهم الطيور) والثيرابسيدات. وبالتالي فإن العظيم الوحيد في الأذن الوسطى هو الركاب. لكن للثدييات مفصل فكي مختلف، ومؤلف فقط من الفك السفلي الذي يحمل الأسنان والحرشفي (عظم آخر صغير في الجمجمة). في الثدييات، تطور العظمان المربعي والمفصلي إلى عظمي المطرقة والسندان في الأذن الوسطى.

### تاريخ تطور السلالة
إن أول فقاريات برية كاملة هي السلويات –حيث كان لبيوضها أغشية داخلية سمحت للجنين النامي بالتنفس بالرغم من بقائه ضمن الماء. وسمح ذلك للسلويات بوضع البيوض على أرض جافة، بينما تحتاج البرمائيات عموماً إلى وضع بيضها في الماء. يبدو أن السلويات الأولى نشأت في أواخر العصر الكربوني من أسلافها شبيهات الزواحف (وهي مجموعة من البرمائيات، أحفادها الحية الوحيدة هي السلويات). خلال بضعة ملايين من السنين، أصبح هناك سلالتان مهمتان من السلويات هما: أسلاف الثدييات من مندمجات الأقواس وعظائيات الوجه، والتي ينحدر منها السحالي والثعابين والتماسيح والديناصورات والطيور.
يرجع تاريخ أقدم الأحفوريات المعروفة لهذه المجموعات إلى نحو 320 إلى 315 مليون سنة. ومن الصعب التأكد من تاريخ تطور كل منها، وذلك لأن أحفوريات الفقاريات من أواخر العصر الكربوني نادرة جداً، وبالتالي فإن الظهور الأول الفعلي لكل نوع من هذه الأنواع من الحيوانات قد يكون مبكراً نسبياً كيف أثرت هذه التغييرات على السمع.
يعتمد نطاق التردد وحساسية الأذن على شكل وترتيب عظام الأذن الوسطى. في مندمجات الأقواس المبكرة مثل البليكوصورات، كان العظمان المربعي والمفصلي يعملان كمفصل للفك، وحدّ ذلك بشدة من مدى التعديل الممكن تطبيقه على هذين العظمين لتغيير نطاق تردد الأذن. ومنذ أن أصبح هذان العظمان غير مسؤولين عن عمل مفصل الفك، فالتغيرات المؤثرة على السمع لن تؤثر أيضاً على وظيفة مفصل الفك، مما يسمح بتطور غير محدود لجهاز السمع عند الثدييات. تطورت الأذن النموذجية للثديات في العصر الجوراسي، حيث تحول العظم الزاوي إلى حلقة الطبلة (دعامة عظمية للغشاء الطبلي)، بينما تحوّل العظمان المفصلي والرباعي إلى عظمي المطرقة والسندان على التوالي، ومتصلان بتسلسل مع الركاب. تعمل هذه السلسلة المكونة من ثلاثة عظام كنظام توفيق المعاوقة لتحسين نقل الصوت وتعزيز القدرة على السمع.
وُثق الانتقال بين هاتين الحالتين بشكل جيد جداً، وهذا الانتقال مدعوم في جميع أشكال التطور. وساعدت الأحفوريات المكتشفة حديثاً من هذه الفترة الانتقالية في تحسين فهمنا لهذا الانتقال. ويبدو أن عملية الانتقال لم تكن بسيطة وخطية من الفك السفلي للثيرابسيدات (العظمان المربعي والمفصلي) إلى الأذن الوسطى (أصبح الركاب عظيماً وحيداً) وانتهاءً بالتشريح الحديث للثدييات.

### الانتقاء الطبيعي
ربما يكون الانتقاء الطبيعي عاملاً في الحفاظ على بنية الأذن الوسطى لدى الثدييات. حيث كانت أعدادٌ كبيرة من الثدييات الأولى صغيرة جداً، ويشير التعريف إلى كونها حاشرات. وإن كانت من ذوات الدم الحار (ماصة للحرارة) مثل الثدييات الحديثة، فربما كانت حيوانات ليلية. يتفق هذا الاقتراح مع الصورة الشائعة للثدييات الصغيرة الليلية والتي تتغذى على الحشرات، وتعيش في أماكن تأويها بعيداً عن الديناصورات المعاصرة الكبيرة والمهيمنة. إذاً سيكون السمع القوي، خاصة في الترددات العالية، مفيداً لهذه الحيوانات الليلية، وخاصة عند البحث عن الحشرات. يسمح هذا السيناريو بحدوث الانتقاء الطبيعي، وبالتالي حدوث عملية الانتقال سابقة الذكر.